# Retrato de perfil de una dama (1410-1415)
El Retrato de perfil de una dama es una pintura al óleo sobre tabla de 52 cm x 36,6 cm de un anónimo maestro franco-flamenco, fechada en 1410-1415 aproximadamente y conservada en la Galería Nacional de Arte de Washington.

## Historia
La obra se conoce desde el siglo XIX, cuando se encontraba en las colecciones del barón de Stafford. Vendido en Londres en 1885, pasó por varios propietarios antes de ser adquirido por Andrew Mellon en 1936, cuyas colecciones fueron el núcleo original de la galería estadounidense, desde su inauguración en 1937.

## Descripción y estilo

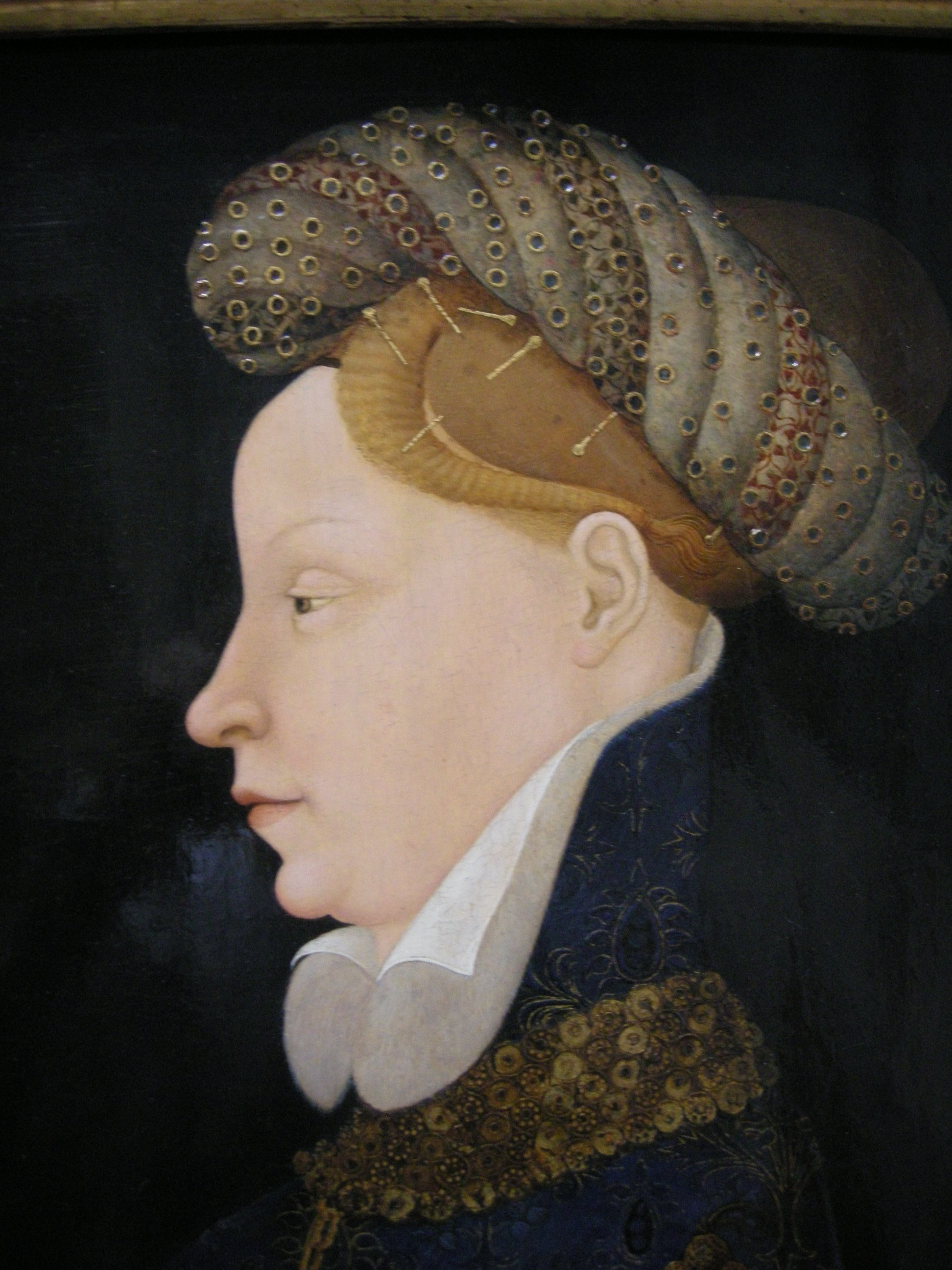
Detalle del perfil.

El refinado retrato de una dama de perfil, girada hacia la izquierda, ha pasado por varias hipótesis atributivas, que aún no han llegado a un nombre verosímil. La sustancial homogeneidad estilística de la producción pictórica en los varios países donde se siguió el gótico internacional ha hecho que, como en el caso del Díptico Wilton, hayan sido avanzadas las hipótesis más dispares, de Bohemia a Italia (especialmente Pisanello), hasta la hipótesis hoy más acreditada, que habla de un artista del norte de Francia o de Flandes, también por el uso de la técnica del óleo.
El rostro de la mujer es luminoso y terso, representado en un perfecto perfil de eco humanista, con una descripción muy precisa de los elementos decorativos que plasman la pertenencia a una alta clase social de la retratada: el elaborado peinado con alfileres clavados entre los cabellos, la frente afeitada muy despejada, en la que posa el magnífico tocado con aplicaciones doradas, el cuello alto con forro de piel del cual penden las elegantes solapas de la camisa blanca, el collar de pequeños discos dorados, el vestido en preciosa tela azul adamascada, la cintura alta y ceñida, las cadenas de hojas de vid de oro que penden de las mangas. El busto está ligeramente ladeado para mostrar mejor la riqueza de los adornos, con un escorzo que parece un poco forzado y no coherentemente proporcionado.
El brillo del oro es resaltado por el fondo oscuro y el vestido azul, que acentúan también la blancura del rostro, de modo que es el primer detalle en ser captado por el espectador.